# 293. Infanterie-Division (Wehrmacht)
Die 293. Infanterie-Division war ein Großverband des Heeres der deutschen Wehrmacht.

## Geschichte

### Aufstellung
Die Division wurde am 8. Februar 1940 im Wehrkreis III in Berlin und Brandenburg als Division der 8. Aufstellungswelle aufgestellt. 

### Westfeldzug
Im Westfeldzug nahm die Division an der Besetzung Belgiens, der Kanalküste und von Nantes in Frankreich teil. 

### Abgaben zur Aufstellung der 333. ID
Im Oktober 1940 trat sie den Regimentsstab des IR 512 und die Bataillone III./IR 510, III./IR 511, III./IR 512 und III./AR 293 an die 333. Infanterie-Division ab.

### Unternehmen Barbarossa
Im Juni 1941 war die Division beim Überfall auf die Sowjetunion in Kämpfe bei Brest-Litowsk, Pinsk und Gomel verwickelt. Während des Krieges gegen die Sowjetunion war die Division der Heeresgruppe Mitte unterstellt, erst im Herbst 1943 wurde sie für die Heeresgruppe Süd abkommandiert.

### Vernichtung
Im November 1943 musste die Division nach schweren Verlusten bei Uman komplett aufgelöst werden.

### Verwendung der Reste der Division
Die übrig gebliebenen Einheiten wurden der 359. Infanterie-Division überstellt.

## Kommandeure
| Dienstzeit                           | Dienstgrad                   | Name                                    |
| ------------------------------------ | ---------------------------- | --------------------------------------- |
| Februar bis 4. Juni 1940             | Generalleutnant              | Josef Rußwurm                           |
| 4. Juni 1940 bis 19. Februar 1942    | Generalleutnant              | Justin von Obernitz                     |
| 19. Februar 1942 bis 10. Januar 1943 | Generalleutnant              | Werner Forst                            |
| 10. Januar bis 31. März 1943         | Oberst                       | Karl Arndt (mit der Führung beauftragt) |
| 1. April 1943 bis 19. November 1943  | Generalmajor/Generalleutnant | Karl Arndt                              |

## Generalstabsoffiziere (Ia)
| Dienstzeit                        | Dienstgrad     | Name             |
| --------------------------------- | -------------- | ---------------- |
| Februar 1940 bis 1. April 1941    | Hauptmann      | Otto Petersen    |
| 1. April 1941 bis 30. Januar 1942 | Oberstleutnant | Otto Rauser      |
| 30. Januar 1942 bis 15. Juli 1943 | Oberstleutnant | Franz von Klocke |
| 15. Juli bis 20. November 1943    | Oberstleutnant | Kurt Tarbuk      |

## Bekannte Divisionsangehörige
- Wolfgang Keilig (1915–1984), war ein deutscher Offizier, zuletzt Brigadegeneral der Bundeswehr und Militärschriftsteller
- Willi Stoph (1914–1999), war von 1956 bis 1960 Minister für Nationale Verteidigung in der DDR

## Gliederung
- Infanterie-Regiment 510 (I.–III. Bataillon, 15. Februar 1942 ohne III. Bataillon)
- Infanterie-Regiment 511 (I.–III. Bataillon, 15. Februar 1942 ohne III. Bataillon)
- Infanterie-Regiment 512 (I.–III. Bataillon, 15. Februar 1942 ohne III. Bataillon)
- Artillerie-Regiment 293
- Pionier-Bataillon 293
- Feldersatz-Bataillon 293
- Panzerjäger-Abteilung 293
- Aufklärungs-Abteilung 293
- Nachrichten-Abteilung 293
- Nachschubführer 293